# Wreck Reefs
Wreck Reefs är ett rev i Australien. Det ligger i den södra delen av det externa territoriet Korallhavsöarna.
På revet finns bland annat öarna Bird Islet, West Islet och Porpoise Cay.